# 苗道潤
苗道潤（？—1218年），金朝軍事人物。
早年在河北结寨自保，抵抗蒙古兵，貞佑初年（1213年），擔任河北義軍隊長，“敢戰鬭，能得衆心”，前後攻略五十餘城。金朝授其為同知节度使事，后升任中都（今北京）经略使。苗道润很赏识张柔，委以重任。兴定元年（1217年）奉诏恢复中都，西京路经略使刘铎嫉其功，反間中都经略副使賈瑀、永定军节度使贾仝等，諸將有隙，转相攻伐，1218年苗道润被贾瑀設計殺害，朝廷不敢过问。餘眾有靖安民領導。不久張柔殺贾瑀，率部降蒙古。

## 延伸阅读
[在维基数据编辑]
 《金史·卷118》，出自脱脱《遼史》